# Rømeling
Rømeling er en nulevende dansk adelsslægt tilhørende sværd- og lavadelen, der stammer fra Tyskland.

## Historie
Patricierslægten Rømeling, der må antages at have navn efter byen Remmlingen nær Wolfenbüttel i Grevskabet Diepholz, og hvis navn tidligst forekommer 1267, føres tilbage til dommer i Soest Roelof Römeling (f. ca. 1420), hvis søn, superintendent i Diepholz Patroclus Römeling (1481-1571) var oldefader til garnisonsmedicus i København, senere i Glückstadt Conrad Rømeling (1624-1676) (mor: Alina Ovingh), hvis hustru Suana (Anna) (vel: Svanna) Elisabeth Ruse (Rüse) (1630 Ruinen, Drenthe, Holland-1678 Glückstadt) var søster til baron Henrik Rusensteen (1624-1679), og med hvem slægten senest 1663 kom her til landet; han var fader til Adelgunde Mechtilde Rømeling (1654-1714), gift med general Jobst von Scholten (1647-1721), og til general Patroclus Rømeling (1662(63?)-1736), af hvis børn skal nævnes generalmajor Jobst (Just) Conrad Rømeling (1698-1756), generalmajor Christoph Friedrich Rømeling (1700-1760), generalløjtnant Rudolph Woldemar Rømeling (1704-1776) og admiral, gehejmestatsminister Hans Henrik Rømeling (1707-1775); sidstnævnte var fader til kaptajn i Søetaten Hans Henrik (Heinrich) Rømeling (1747-1814) — hvis illegitime søn var kammerherre, oberst Hans Christian Rømeling (1786-1856) — og til kammerherre, major, dansk gesandt Jobst (Just) Conrad Rømeling (1750-1819).
Ovennævnte generalløjtnant Rudolph Woldemar Rømeling (1704-1776) var fader til oberst Patroclus Rømeling (1760-1838) — fra hvem den nulevende slægt nedstammer — til kammerherre, generalmajor Johan Berendt Rømeling (1764-1830), til kammerherre, generalmajor Carl Rømeling (1769-1839) og til kammerherre, generalmajor Hans Henrik (Hinrich) Rømeling (1770-1840). Carl Rømeling var fader til oberst, kammerherre og hofchef Sigvard Thomas Waldemar Rømeling (1809-1878).
Kaptajn Carl Just Rømeling (1807-1876) var fader til oberstløjtnant Emil Adolph Rømeling (1851-1952), som var fader til toldkontrollør, sekondløjtnant Carl Wilhelm Rømeling (1879-?) og til farmaceut og direktør Hans Adolf Rømeling (1890-1954). Carl Wilhelm Rømeling var fader til kommandørkaptajn Henrik Rømeling (1911-1970).
Generalløjtnant Patroclus Rømelings (1662-1736) ægte agnatiske descendens blev 15. oktober 1885 optaget i den danske adel.